# 邓本元
邓本元（1963年6月—2018年11月20日），福建福州人。汉族。1987年1月参加工作，中共党员。上海交通大学工业管理工程专业毕业。中华人民共和国政治人物。

## 生平
1987年1月从上海交通大学毕业后，先后在福建省经济研究中心、省台办、省政府办公厅、省委办公厅、省委政策研究室工作，1995年7月任正处级职务。1998年4月，任中共福建省委办公厅副主任、厅务会议成员（其间：1998年11月至12月在福建省委党校地厅级干部进修班学习；2002年3月至7月在中央党校进修二班学习；1995年7月至2000年12月为陈明义秘书）。2003年12月，任中共福建省委副秘书长、厅务会议成员。2005年1月，任中共福建省委副秘书长、厅务会议成员、省委政策研究室副主任。2005年6月，任中共福建省委台湾工作办公室、福建省人民政府台湾事务办公室主任。2011年7月，任中共三明市委副书记、代市长（2012年1月9日当选市长）。2013年2月，任中共三明市委书记。2016年8月，不再担任中共三明市委书记。
2008年，当选第十一届全国人民代表大会福建省代表。。2013年，当选第十二届全国人民代表大会福建省代表。